# Śliwiczki
Śliwiczki (do 1942 r. niem. Klein Schliewitz) – wieś borowiacka w Polsce, położona w województwie kujawsko-pomorskim, w powiecie tucholskim, w gminie Śliwice, na obszarze Borów Tucholskich, przy trasie linii kolejowej Laskowice Pomorskie – Szlachta.
W 1942 roku okupanci niemieccy zmienili nazwę miejscowości na Schliewitzhof. W latach 1975–1998 miejscowość administracyjnie należała do województwa bydgoskiego. Według Narodowego Spisu Powszechnego (marzec 2011 r.) liczyła 437 mieszkańców. Jest trzecią co do wielkości miejscowością gminy Śliwice. W Śliwiczkach istnieje szkoła podstawowa.

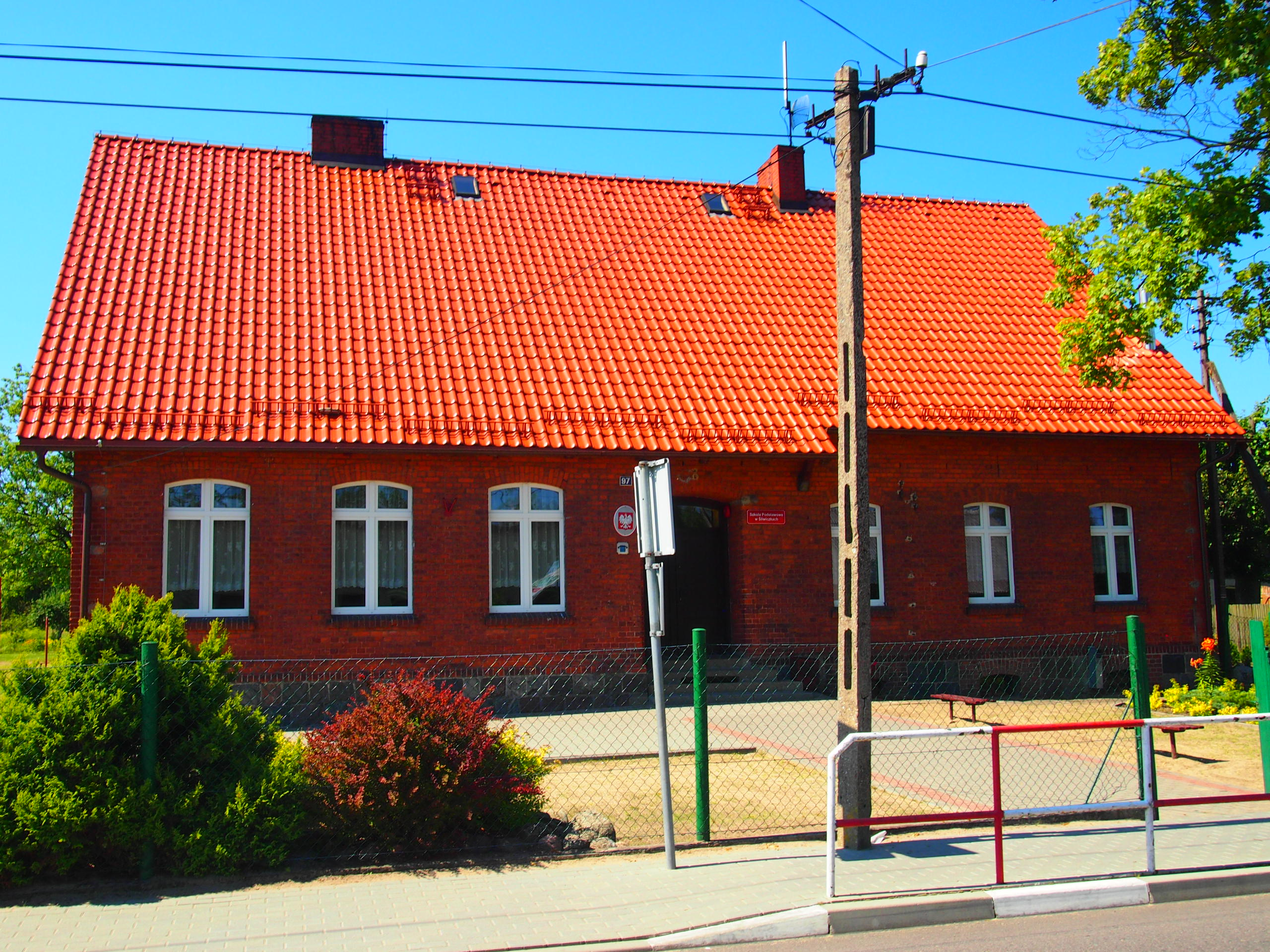
Szkoła podstawowa w Śliwiczkach